# 嗜血印
《嗜血印》是中国游戏公司艺龙游戏制作、发行的动作游戏，該作于2019年1月16日在Steam发布抢先体验版，于2022年1月27日发布正式版。

## 游戏系统
玩家可使用短刀、大刀、枪棍、拳套、双持、法杖等六种武器，每种武器都有着丰富的派生招式，玩家可以通过切换武器来打出华丽的连段。玩家通过战斗可获得用于解锁招式的熟练值。游戏诱轻击、重击、闪避、跳跃、格挡、弹反、受身等动作系统。游戏中有“嗜血印”系统：嗜血印分为“主动技能”及“被动技能”，需要对应道具“血琥珀”才可以学习、升级，可学习“暴走、子弹时间、怒吼破防、暗杀处决、反击回血、召唤伙伴”等多种技能，但玩家只能携带三个嗜血印。
本作是一款线性游戏，游戏共分十个章节，每个章节都由小型关卡组成，击败敌人的首领，即可获取进入下一关的钥匙。除主线外，游戏提供了包括祭司血宫、混战、踢馆等五种附加模式。

## 历史
2015年，《嗜血印》立项并开始制作。2017年，游戏公布首支预告片。2018年7月，小霸王官方微博宣布，本作由小霸王投资并独家发行，将于Chinajoy2018在小霸王Z+展台上发布试玩版。由于游戏行业寒冬导致的资金紧张，2018年12月29日，艺龙游戏宣布游戏抢先体验版将于2019年1月16日登陆Steam。2019年1月16日，游戏的抢先体验版登录Steam，发售后Steam页面评价为“多半好评”，好评率72%，玩法难度高成为了玩家争论的焦点，也有游戏无法存档、不能调节难度、存在BUG、UI简陋等问题。到5月，由于发售时的一些问题在多次更新中逐步解决，游戏评价由“多半好评”转为“特别好评”。
2019年6月，游戏发布了“女装大佬DLC”，内容包括清凉肚兜和僵尸cos等数个女性裸露皮肤，此次更新让游戏爆火，销量在短期翻了几倍。在后续的更新中，游戏更新了更多的女性裸露皮肤dlc。2022年1月27日，游戏在Steam上线正式版。